# Ayyampettai (Kanchipuram)
Ayyampettai es una ciudad censal situada en el distrito de Kanchipuram en el estado de Tamil Nadu (India). Su población es de 6610 habitantes (2011). Se encuentra a 66 km de Chennai y a 8 km de Kanchipuram. 

## Demografía
Según el censo de 2011 la población de Ayyampettai era de 6610 habitantes, de los cuales 3298 eran hombres y 3312 eran mujeres. Ayyampettai tiene una tasa media de alfabetización del 80,27%, superior a la media estatal del 80,09%: la alfabetización masculina es del 88,24%, y la alfabetización femenina del 72,36%.